# 信用組合広島商銀
信用組合広島商銀（しんようくみあいひろしましょうぎん）は、広島県広島市中区に本店を置く信用組合。在日韓国人系の信用組合である商銀信用組合のひとつ。金融機関コードは2684。
信用組合横浜華銀とともに「信用組合」の名称が末尾に来ない、珍しい名称の信用組合である。

## 沿革
出典：
- 1961年11月 - 信用組合広島商銀設立。
- 1999年2月 - 山口商銀、島根商銀の事業を譲受。 営業区域拡大（広島・山口・島根及び鳥取の4県）。
- 2001年11月 - 高知商銀の事業を譲受。 営業区域拡大（四国4県を追加）。
- 2009年8月 - 松江支店を廃止し、古市支店（広島市安佐南区）に継承。
- 2016年2月 - 萩支店を廃止し、山口支店に継承[3]。
- 2017年2月 - 東支店（広島県府中町）を廃止し、海田支店（同県海田町）に継承[4]。
- 2021年2月 - 宇部支店を廃止し、山口支店に継承。岩国支店を廃止し、徳山支店と五日市支店に継承。

## ATMについて
信用組合広島商銀のATM・CDは平日のみ稼働している。また当組合、広島県信用組合、両備信用組合、備後信用組合（以上「メイプルひろしまネットサービス」によるATM・CD相互無料提携金融機関）のキャッシュカードは、平日8:45～18:00の出金は手数料が無料、平日8:00～8:45・18:00～21:00の出金は手数料が110円となる。
セブン銀行のATMでは平日8:45～18:00・土曜日9:00～14:00の入出金は手数料が無料となる。

## 不祥事
2013年5月24日、信用組合広島商銀の西支店（西区都町）渉外担当だった元職員が同年2月22日から4月4日にかけ、50万から500万円を11個人13口座に元職員が用意した資金を加えた計約1010万円を別の2事業者に融資していたことが発覚した。顧客の預金である約800万円を横領して浮き貸しのために使っていたため、広島商銀は2013年4月30日付で懲戒解雇処分としたが、本人と家族が全額返済したので告訴はしなかった。